# Keri Russell
Keri Lynn Russell (Fountain Valley, California, 23 de marzo de 1976) es una actriz y bailarina estadounidense. Después de aparecer en varias películas realizadas para televisión y series a mediados de la década de 1990, llegó a la fama por interpretar el papel protagonista de Felicity Porter en la serie Felicity, que duró de 1998 a 2002, y por la que ganó un Globo de Oro. Russell desde entonces ha aparecido en varias películas, incluyendo Mad About Mambo (2000), We Were Soldiers (2002), The Upside of Anger (2005), Misión imposible 3 (2006), Waitress (2007), August Rush (2007), Bedtime Stories (2008) y Extraordinary Measures (2010). Además, ha ganado fama en la década de 2010 por protagonizar la serie televisiva The Americans, comenzada en 2013.

## Primeros años
Russell nació en Fountain Valley, California, hija de Stephanie Stephens, ama de casa, y David Russell, ejecutivo de Nissan Motors. Tiene un hermano mayor, Todd, y una hermana menor, Julie. La familia vivió en Coppell (Texas); Mesa (Arizona) y Highlands Ranch (Colorado), mudándose de domicilio con frecuencia por el empleo del padre. Aunque Russell es más conocida por su faceta como actriz, estudió en la academia de baile Starstruck en un suburbio de Denver. Se ganó un lugar en el programa Mickey Mouse Club por sus aptitudes para el baile.

## Carrera

### 1991–2002

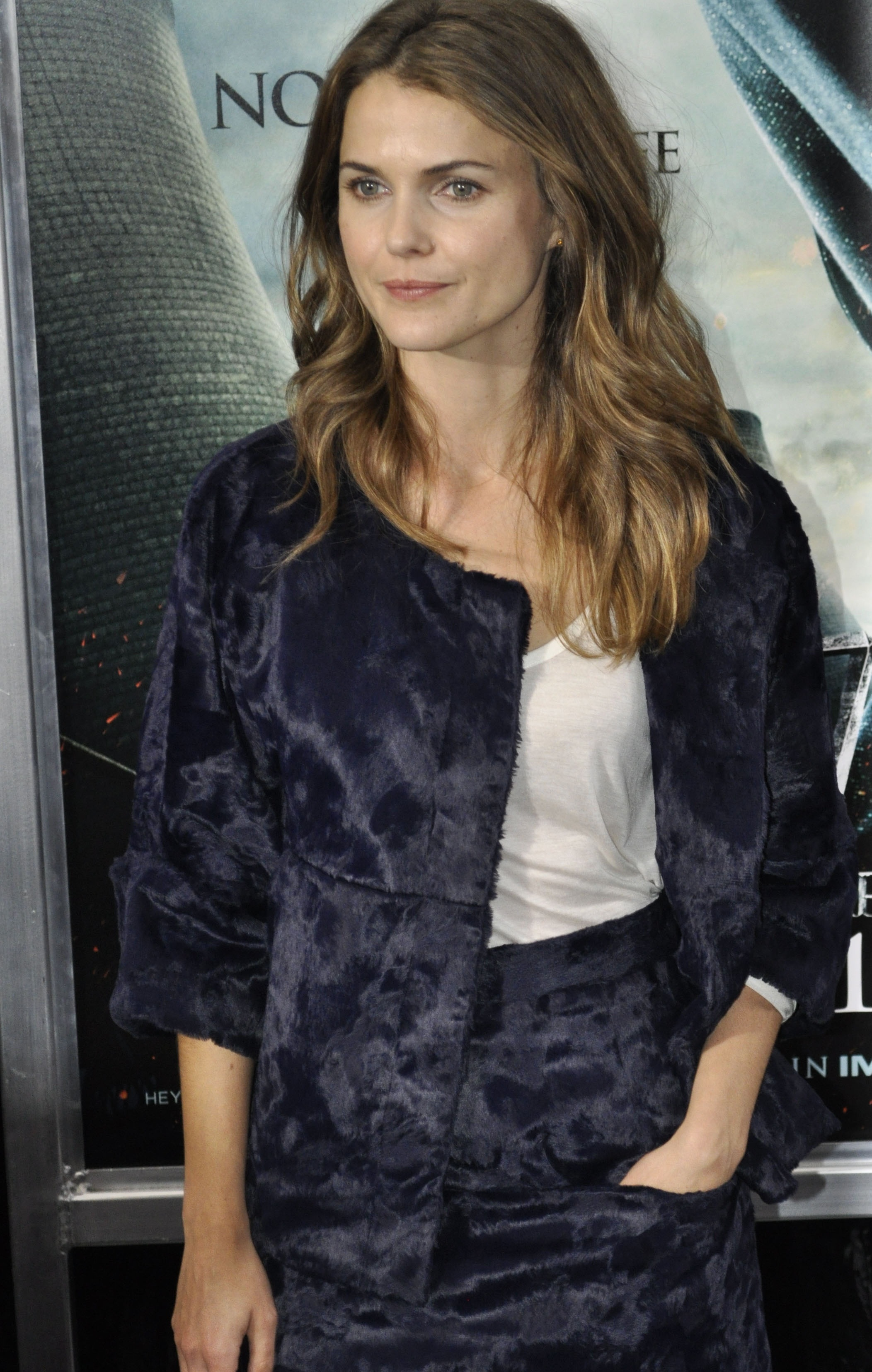
Russell en el estreno de Harry Potter y las reliquias de la Muerte: parte 1 en noviembre de 2010.

Russell apareció por primera vez en la televisión a los 15 años como miembro del reparto del All-New Mickey Mouse Club en Disney Channel. Estuvo en el programa desde 1991 hasta 1993, y lo coprotagonizó junto con las futuras estrellas Ryan Gosling, Christina Aguilera, Britney Spears, Justin Timberlake, JC Chasez y Nikki DeLoach.
En 1992, apareció en Honey, I Blew Up the Kid, junto a Rick Moranis y en 1993, obtuvo un papel en la serie Boy Meets World, como la sobrina del señor Feeny. Russell apareció en Married with Children en un episodio de 1995. Posteriormente, actuó en varias películas y papeles de televisión, incluyendo el que interpretó en 1996 para el telefilm The Babysitter’s Seduction. Ese año también tuvo un papel en la telenovela, de corta vida, Malibu Shores. En 1994, participó en el video musical de Bon Jovi "Always", con Jack Noseworthy. En 1997, apareció en dos episodios de Roar, junto a Heath Ledger.
De 1998 a 2002, Russell interpretó a la protagonista de la exitosa serie de WB Felicity, ganando un Globo de Oro por el papel en 1999. El cabello largo y rizado de Russell fue una de las características que definen su carácter. Se cree que un cambio drástico de corte de pelo al inicio de la segunda temporada del programa fue la causa de una reducción significativa en las calificaciones de la serie de televisión.
Durante la duración del programa, Russell apareció en las películas Eight Days a Week, The Curve, y Mad About Mambo, que tuvo sólo unas pocas emisiones en América del Norte. Su siguiente papel fue en la película We Were Soldiers (2002), interpretando a la esposa de un militar de los Estados Unidos durante la Guerra de Vietnam. La película fue estrenada dos meses antes del final de la serie Felicity.

### 2003–2011

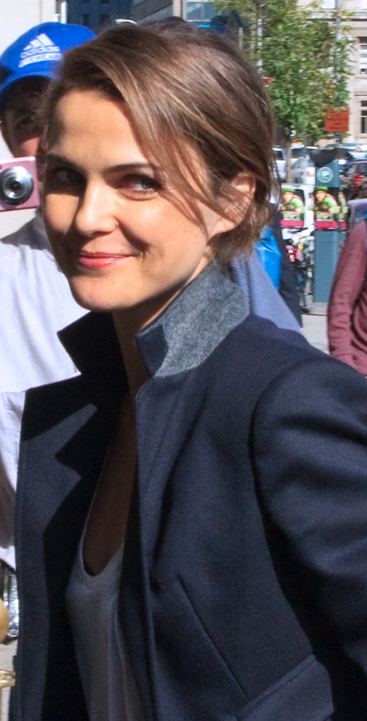
Russell en el Festival Internacional de Cine de Toronto de 2009.

Cuando Felicity terminó, Russell se tomó un descanso de la actuación. Se mudó a Nueva York y se tomó dos años para evitar el negocio de Hollywood, para pasar tiempo con amigos.[cita requerida] Russell posteriormente hizo su debut en Off-Broadway en 2004, figurando al lado de Jeremy Piven, Andrew McCarthy, y Ashlie Atkinson en Fat Pig, de Neil LaBute. En 2005, regresó a la televisión y al cine, comenzando con una aparición en la película para televisión de Hallmark Hall of Fame, The Magic of Ordinary Days, película de cine, The Upside of Anger (junto a Kevin Costner, Joan Allen y Evan Rachel Wood), y la miniserie televisión Into the West.
Aunque varias de las coprotagonistas de Felicity llegaron a aparecer en productor de la serie de JJ Abrams, Alias, Russell se negó a las invitaciones para formar parte de la serie. En un seminario celebrado en el Museo de Televisión y Radio, Abrams dijo: "Le he preguntado a Keri si alguna vez lo haría, y por lo general me ofreció una sonrisa... y después su negativa". En 2005, Abrams propuso a Russell formar parte del elenco de Misión imposible 3, película que él dirigió, y en la que Russell aceptó participar. La película se estrenó el 5 de mayo de 2006. En el verano de 2006, Russell fue elegida para ser la portavoz de la celebridad para cosméticos CoverGirl. Antes de que ella apareciese en "Misión imposible 3", fue considerada para el papel de Lois Lane en Superman Returns pero perdió el papel, que fue finalmente interpretado por Kate Bosworth.
Grabó dos episodios como personaje invitado en la serie de NBC, Scrubs en 2007. Allí interpretó a Melody, una hermana de hermandad y buen amiga de Elliot Reid, interpretado por Sarah Chalke. El primer episodio salió al aire el 26 de abril, y el segundo el 3 de mayo.[cita requerida] Protagonizó Waitress, una película independiente que gozó de éxito de crítica en la que interpretó a Jenna, una camarera sudamericana embarazada (fue la cuarta película consecutiva en la que Russell interpretaba a una mujer embarazada). La película se estrenó el 4 de mayo de 2007 y la actuación de Russell fue recibida positivamente por los críticos, escribiendo Michael Sragow en The Baltimore Sun que la actuación de Russell tenía un "personaje estético" en el que  "se soldaba la ternura con la fiereza de un calor tranquilo". En el verano de 2007, Russell apareció en The Keri Kronicles, un reality show/comedia patrocinada por CoverGirl y lo dio a conocer en MySpace, el show fue filmado en la casa de Russell en Manhattan, y puso de relieve su vida.
Russell después apareció en August Rush, un drama estrenado en noviembre de 2007. También apareció en la portada de la página del New York Post de la revista Page Six el 11 de noviembre de 2007.[cita requerida] Ha completado sus papeles en Butterfly: A Grimm Love Story (titulada Rohtenburg para su versión alemana), en la que interpreta a Katie Armstrong, una estudiante graduada que escribe una tesis sobre un caso de asesinato infame y canibalismo, y el thriller The Girl in the Park, junto a Sigourney Weaver, Kate Bosworth y Alessandro Nivola.
Russell apareció más tarde en Bedtime Stories, con Adam Sandler interpretando el personaje principal. En una aparición en The View el 15 de diciembre de 2008, Russell dijo que consiguió el papel porque la esposa de Sandler, Jackie había visto a Russell en Waitress y la sugirió para la película.
Russell interpretó a Wonder Woman en una función directa a DVD de dibujos animados publicado el 3 de marzo 2009. Protagonizó junto a Brendan Fraser y Harrison Ford en la que Tom Vaughan-estuvo a cargo de Extraordinary Measures, para CBS Films. El drama, se comenzó a filmar el 6 de abril de 2009 y fue estrenado el 22 de enero de 2010, fue la primera película para entrar en producción para la nueva compañía. Russell interpretó a Aileen Crowley, una madre que trata de construir una vida normal para sus hijos enfermos, mientras que su marido, John (Fraser), y un científico poco convencional (Ford) corre contra el tiempo para encontrar una cura.
Russell interpretó a Emmy Kadubic en la temporada de estreno de Running Wilde, una serie de comedia de Fox cancelada en mayo de 2011.

## Vida personal
Kery Russell y Shane Deary, un carpintero que conoció a través de amigos en común, se comprometieron en 2006 y se casaron el 14 de febrero de 2007 en Nueva York. La pareja tiene dos hijos: un niño, River (9 de junio de 2007) y una niña, Willa Lou (27 de diciembre de 2011). La pareja se separó en el verano de 2013 después de seis años de matrimonio.
A mediados de 2013 comenzó una relación de pareja con el actor Matthew Rhys, con quien se casó en 2014,
 su coprotagonista en la serie The Americans, y tuvieron un hijo, Sam, nacido en mayo de 2016.

## Filmografía

### Películas
| Año  | Título                                           | Papel                     | Notas |
| ---- | ------------------------------------------------ | ------------------------- | --- |
| 1992 | Honey, I Blew Up the Kid                         | Mandy Park                | |
| 1995 | Clerks                                           | Sandra                    | Película para televisión                                                                                 |
| 1996 | The Babysitter’s Seduction                       | Michelle Winston          | Película para televisión                                                                                 |
| 1996 | The Lottery                                      | Felice Dunbar             | Película para televisión                                                                                 |
| 1997 | Eight Days a Week                                | Erica                     | |
| 1997 | When Innocence Is Lost                           | Erica French              | Película para televisión                                                                                 |
| 1998 | The Curve                                        | Emma                      | |
| 1999 | Cinderelmo                                       | Princesa                  | Película para televisión                                                                                 |
| 2000 | Mad About Mambo                                  | Lucy McLoughlin           | |
| 2002 | We Were Soldiers                                 | Barbara Geoghegan         | |
| 2005 | The Upside of Anger                              | Emily Wolfmeyer           | |
| 2005 | The Magic of Ordinary Days                       | Olivia 'Livy' Dunn        | Película para televisión Nominada—Satellite Award a la Mejor Actriz – Miniserie o Película de Televisión |
| 2006 | Misión imposible 3                               | Lindsey Farris            | Nominada—Teen Choice Award for Choice Movie Actress – Drama/Action Adventure                             |
| 2007 | Grimm Love                                       | Katie Armstrong           | |
| 2007 | Waitress                                         | Jenna Hunterson           | |
| 2007 | The Girl in the Park                             | Celeste                   | |
| 2007 | August Rush                                      | Lyla Novacek              | Nominada—Teen Choice Award for Choice Movie Actress – Drama                                              |
| 2008 | Bedtime Stories                                  | Jill Hastings             | |
| 2009 | Wonder Woman                                     | Wonder Woman/Diana Prince | Voz |
| 2009 | Leaves of Grass                                  | Janet                     | |
| 2010 | Extraordinary Measures                           | Aileen Crowley            | |
| 2011 | Goats                                            | Judy                      | |
| 2013 | Austenland                                       | Jane Hayes                | |
| 2013 | Dark Skies                                       | Lacy Barrett              | |
| 2014 | Dawn of the Planet of the Apes                   | Ellie                     | |
| 2016 | Lucha por la libertad                            |                           | |
| 2019 | Star Wars: Episodio IX - El ascenso de Skywalker | Zorii Bliss               | |
| 2023 | Cocaine Bear                                     | Sari                      | |

### Televisión
| Año       | Título                | Papel              | Notas |
| --------- | --------------------- | ------------------ | --- |
| 1991–1993 | The Mickey Mouse Club | Varios             | |
| 1993      | Boy Meets World       | Jessica Feeny      | Episodio: "Grandma Was a Rolling Stone" |
| 1993      | Emerald Cove          | Andrea McKinsey    | |
| 1994      | Daddy's Girls         | Phoebe             | Episodios: "Pilot", "American in Paris... Cool", "Keep Your Business Out of My Business" |
| 1995      | Married with Children | April Adams        | Episodio: "Radio Free Trumaine" |
| 1996      | Malibu Shores         | Chloe Walker       | 10 episodios |
| 1997      | 7th Heaven            | Camille            | Episodio: "Choices" |
| 1997      | Roar                  | Claire             | Episodios: "Pilot", "Banshee" |
| 1998–2002 | Felicity              | Felicity Porter    | Protagonista Globo de Oro a Mejor Actriz – Drama Teen Choice Award for Choice TV Breakout Performance Nominada—Teen Choice Award for Choice TV Actress (1999, 2000, 2001) Nominada—Teen Choice Award for Choice TV Actress – Drama |
| 2005      | Into the West         | Naomi Wheeler      | Episodio: "Manifest Destiny" |
| 2007      | Scrubs                | Melody O'Hara      | Episodios: "My Cold Shower", "My Turf War" |
| 2010-2011 | Running Wilde         | Emmy Kadubic       | 13 episodios |
| 2013-2018 | The Americans         | Elizabeth Jennings | Personaje principal |
| 2023-     | La diplomática        | Kate Wyler         | Personaje principal |